# Korruptele
Als Korruptele (von lateinisch corruptela ‚Verderbnis‘ zu corrumpere ‚verderben‘, auch Korruptel) bezeichnet man in der Textkritik eine verderbte Textstelle, deren Schreibung oder Druck fehlerhaft und nicht mehr zu klären ist. Sie wird bei der Edition entweder mit einer Crux markiert oder durch eine Konjektur ersetzt.